# Zapestna kost
Zapestne kosti ali zapestnice (latinsko ossa carpi) imenujemo osem kosti v zapestju, razporejenih v dve vrsti. Proksimalno vrsto sestavljajo od palčeve proti mezinčevi strani čolnič (os naviculare ali os scaphoideum), lunica (os lunatum), trivogelnica (os triquetrum) in grašek (os pisiforme). Distalno vrsto sestavljajo velika mnogovogelnica (os trapezium), mala mnogovogelnica (os trapezoideum), glavatica (os capitatum) in kaveljnica (os hamatum).
Zapestnice v celoti sestavljajo obok, ki je konkaven prodi dlanski (palmarni) strani (sulcus carpi). Ob straneh ga omejujeta dve izboklini, medialna izboklina (eminentia carpi medialis) - sestavljata jo grašek in kaveljnica in stranska izboklina (eminentica carpi lateralis) - sestavljata jo čolnič in velika mnogovogelnica.